# Maissana
Maissana est une commune italienne de la province de La Spezia, dans la région Ligurie.

## Administration
| Période                                  | Période | Identité | Étiquette | Qualité |
| ---------------------------------------- | ------- | -------- | --------- | ------- |
|                                          |         |          |           |         |
| Les données manquantes sont à compléter. |         |          |           |         |

### Hameaux
Campore, Cembrano, Chiama, Colli, Disconesi, Ossegna, Salterana, Santa Maria, Tavarone, Torza.

### Communes limitrophes
Carro, Casarza Ligure, Castiglione Chiavarese, Ne, Varese Ligure.